# Pascal Devoyon
Pascal Devoyon (* 6. April 1953 in Paris) ist ein französischer Pianist und Musikpädagoge.

## Leben
Pascal Devoyon studierte am Conservatoire de Paris. Er gewann Preise beim Viotti-, Leeds- und Busoniwettbewerb und 1978 die Silbermedaille beim Internationalen Tschaikowski-Wettbewerb in Moskau.
1990 debütierte er in der New Yorker Carnegie Hall. Seither trat er mit einem Repertoire von mehr als 50 Klavierkonzerten mit Orchestern wie dem London Philharmonic Orchestra, dem NHK-Sinfonieorchester, dem Rotterdams Philharmonisch Orkest, dem Orchestre symphonique de Montréal, dem Helsinki Philharmonic Orchestra und dem Orchestre de Paris auf.
Als Kammermusiker arbeitete er u. a. mit Mstislaw Rostropowitsch und Jean-Jacques Kantorow, mit den Geigern Dong-Suk Kang und Philippe Graffin, den Cellisten Steven Isserlis und Tilmann Wick und dem Pianisten Christian Ivaldi auf. Mit Graffin spielte er 2004 die Uraufführung von Joseph Canteloubes Sur la montagne und Pierre de Brévilles Sonate cis-Moll; die Aufnahme der Stücke wurde mit Diapason d’or ausgezeichnet. Seit 2006 arbeitet er mit seiner Frau Rikako Murata als Klavierduo.
1991 wurde Devoyon Professor am Conservatoire de Paris. 1996 wurde er an die Universität der Künste nach Berlin berufen. Außerdem hat er eine Professur am Konservatorium von Genf inne. Seit 1999 leitet er gemeinsam mit Dong-Suk Kang das Festival MusicAlp.
Devoyons Plattenaufnahmen umfassen u. a. Klavierkonzerte von Maurice Ravel, Franz Liszt, César Franck, Robert Schumann, Camille Saint-Saëns, Peter Tschaikowski und Edvard Grieg sowie Kammermusik von Arthur Honegger, Gabriel Fauré, Ernest Chausson und Camille Saint-Saëns.